# Vase Portland

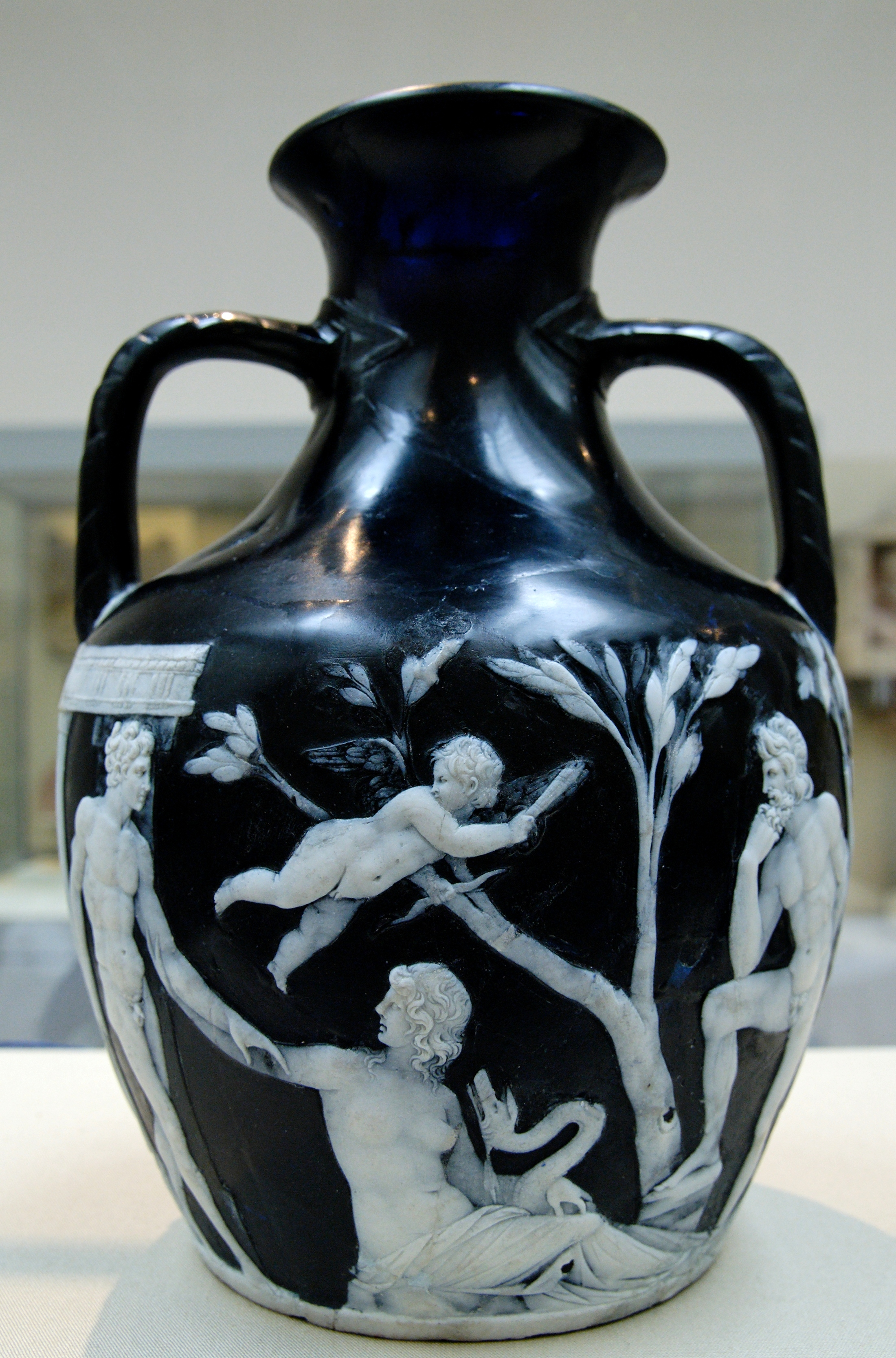
Le vase Portland, première scène

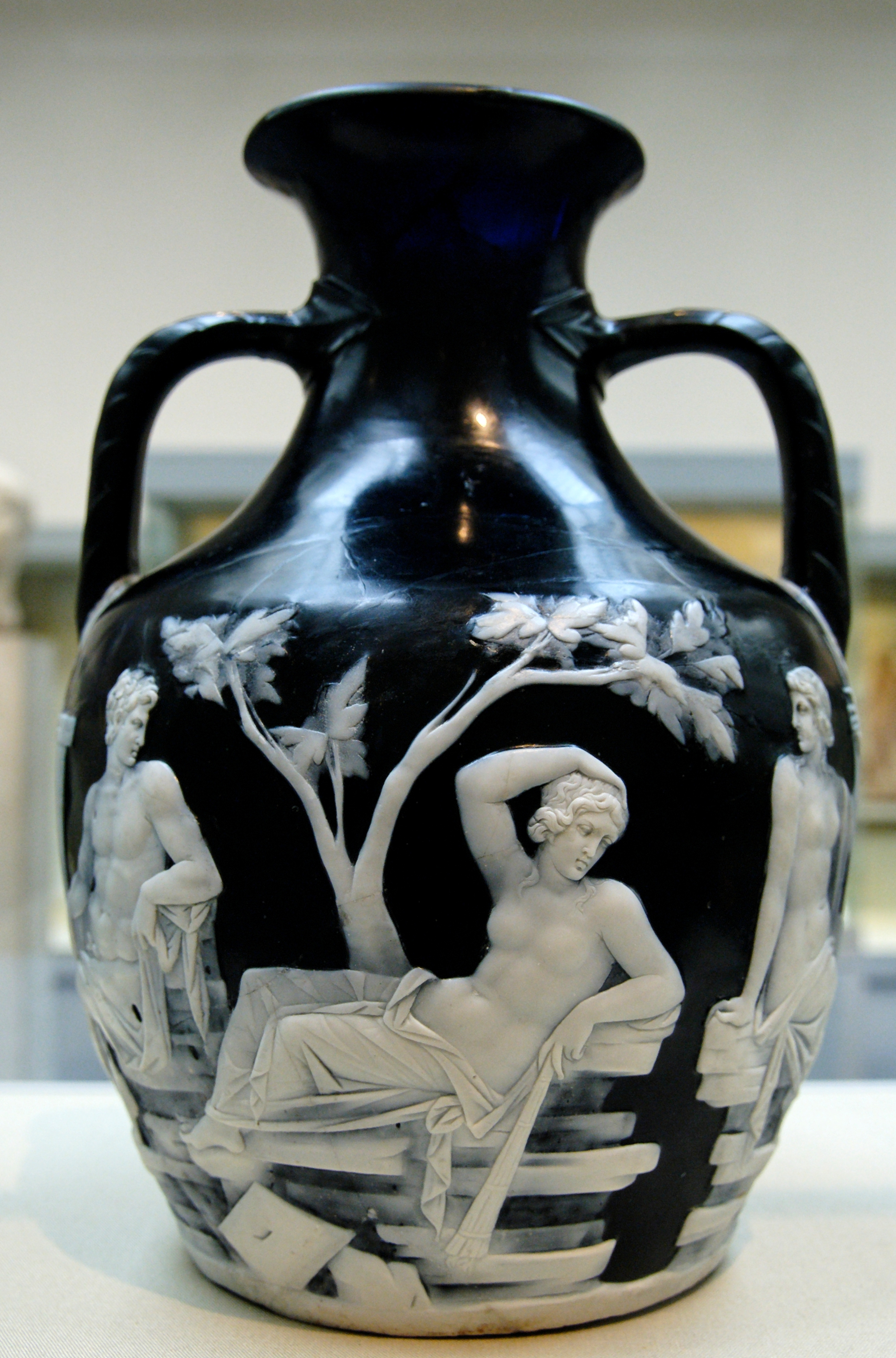
Seconde scène

Le vase Portland est un vase romain de la fin du Ier siècle av. J.-C., en verre camée, qui a inspiré de nombreux artistes depuis le XVIIIe siècle. Il appartient depuis 1945 au British Museum de Londres, où il est exposé, salle 70.

## Description
Le vase mesure environ 25 cm de hauteur et 56 cm de circonférence. Il est constitué de verre bleu-violet rehaussé de deux scènes en camée de verre blanc.
Sur le fond du vase était apposé un disque, lui-même en camée de verre bleu et blanc représentant le visage de Pâris ou de Priam. Ce disque, qui n'appartient visiblement pas au vase, est exposé à part depuis 1845. Il a pu être ajouté dès l'Antiquité pour réparer un accident : la forme originale du vase a très bien pu être celle d'une amphore, comme celle d'un autre vase pompéien de même facture. La présence du disque est déjà attestée en 1826.

### Les scènes
L'interprétation des scènes représentées sur le vase n'est pas certaine : on discerne des figures marines (serpent de mer), des éléments en rapport avec une cérémonie de mariage. Certains universitaires comme Charles Towneley voient deux scènes sans lien entre elles, tandis que d'autres, comme Jerome Eisenberg, voient dans ce vase, sans être toutefois très suivis, une œuvre de la Renaissance, au lieu d'un vase antique.
On a donné pour les deux scènes les interprétations suivantes :

#### Première scène
- légende de l'empereur Auguste engendré par Apollon prenant la forme d'un serpent ;
- Pélée et Thétis, divinités marines ;
- le jeune Marc-Antoine est attiré par le charme d'une femme couchée (Cléopâtre, avec un aspic), abandonnant sa virile romanité pour une mollesse décadente, sous les yeux d'un ancêtre barbu.

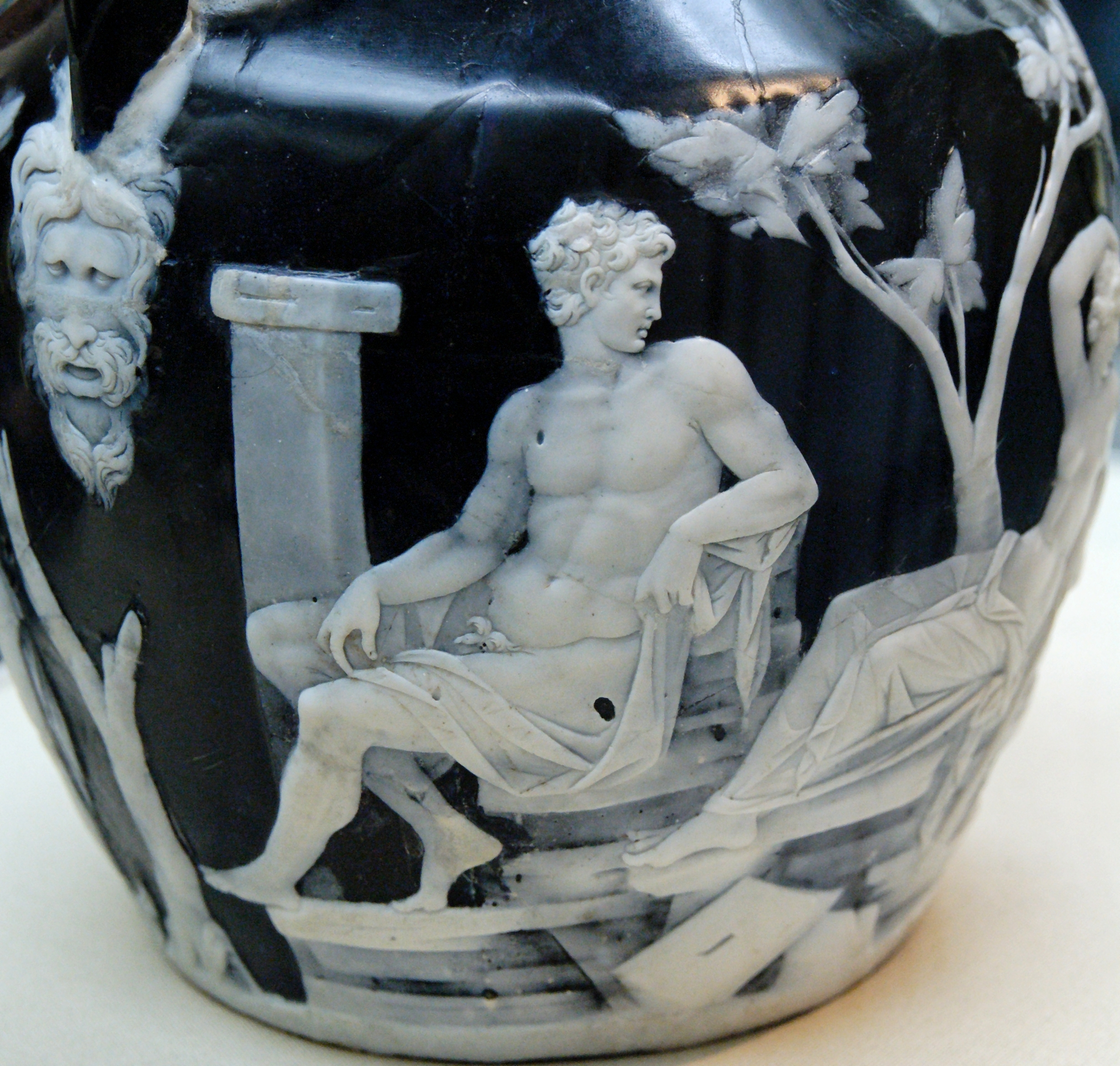
Détail de la seconde scène

#### Seconde scène
- Hécube a un rêve divinatoire : le jugement de Pâris conduisant à la destruction de Troie ;
- Ariane languissant à Naxos ;
- la femme languissante est Octavie la Jeune, abandonnée par Marc-Antoine, entre son frère Auguste et Vénus Genitrix, ancêtre d'Auguste et de la gens Julia[2].

## Histoire du vase

### Origine et technique de fabrication
Le style des scènes et de l'œuvre elle-même incitent à dater le vase de -30/-20. Les vases-camées furent probablement tous réalisés en l'espace de deux générations, quelques décennies seulement après l'invention du soufflage du verre, vers -50. De récentes recherches font état d'une méthode par immersion d'un vase de verre dans une autre masse de verre blanc en fusion. Après quoi on procédait à la gravure des figures par retrait progressif des parties blanches.
Des essais menés au XIXe siècle ont montré que l'exécution d'un vase de la dimension et de la qualité du vase Portland devait demander à un artisan au moins deux ans d'un travail d'une extrême minutie. Ce travail était probablement accompli par d'habiles tailleurs de pierres précieuses. On pense que le graveur pourrait être Dioscoride (Dioskourides), au vu de pièces de joaillerie signées de son nom durant la même période.

### Découverte
La légende lie le vase au tombeau de Monte del Grano, près de Rome. Celui-ci est fouillé en 1581 ou au début de 1582, par Fabrizio Lazzaro, son propriétaire, qui met au jour un sarcophage représentant Alexandre Sévère et sa mère. Pietro Santi Bartoli, premier auteur à mentionner le contexte de la découverte, précise dans la légende d'une planche de Gli antichi sepolcri (Tombes anciennes) que le vase a été trouvé dans le sarcophage. Quelques années auparavant, Girolamo Teti avait suggéré dans son Aedes Barberinae que le vase était l'urne funéraire de l'empereur romain.
La première référence connue au vase est une lettre de 1633 de l'intellectuel français Nicolas Claude Fabri de Peiresc au peintre Pierre Paul Rubens : Peiresc témoigne l'avoir vu dans les collections du cardinal Francesco Maria del Monte, lors de son voyage à Rome en 1600. À la mort du cardinal, le vase est vendu au cardinal Francesco Barberini et demeure pour environ deux siècles dans les collections de la famille, qui comptaient aussi des sculptures comme le faune Barberini et l'Apollon Barberini.

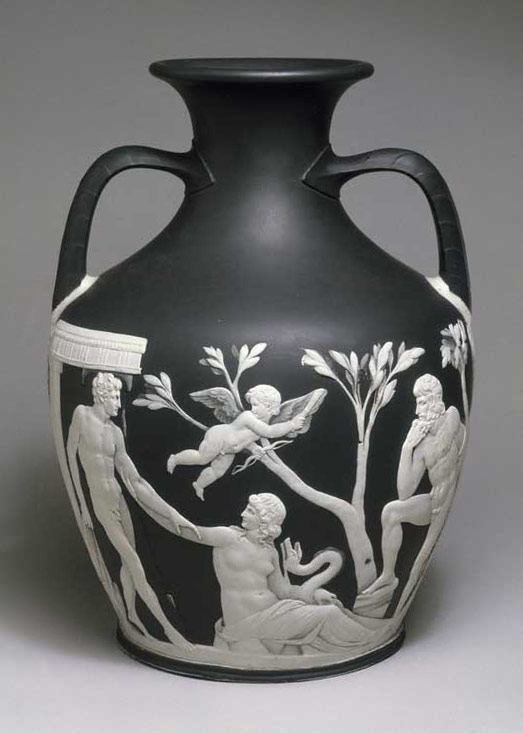
Copie du vase Portland, par Josiah Wedgwood, vers 1790. Victoria and Albert Museum.

### Depuis 1778
Sir William Hamilton, ambassadeur à Naples, l’acheta en 1778 à James Byres, marchand d’art écossais, qui en avait fait l’acquisition auprès de Cornelia Barberini-Colonna, princesse de Palestrina, qui le tenait par héritage de la famille Barberini. Hamilton l’emmena en Angleterre et le revendit en 1784 à Margaret Cavendish-Harley, veuve de William Bentinck, 2e duc de Portland. Il passa en 1786 à son fils, William Cavendish-Bentinck, 3e duc de Portland. Celui-ci le prêta à Josiah Wedgwood, qui en fit une copie, exposée au Victoria and Albert Museum, puis en confia la garde au British Museum, où il reçut son nom actuel de « Portland Vase ». 
En 1810, le 4e duc de Portland le confia en dépôt au British Museum, après qu’un de ses amis en eut brisé le fond. Il y est resté depuis ce temps, sauf durant une période de trois ans, en 1929-1932, quand William Cavendish-Bentinck, 6e duc de Portland, le mit en vente chez Christie's, où il ne réussit pas à atteindre son prix de réserve. Finalement, le British Museum en fit l’acquisition auprès de William Cavendish-Bentinck, 7e duc de Portland, en 1945.

## Vandalisme et reconstitutions
Le 7 février 1845, un vandale projeta sur le vase une sculpture qui se trouvait à proximité, brisant les deux pièces en de multiples fragments.
Le vase fut immédiatement reconstitué, mis à part 37 petits éclats dont on ne sut que faire dans l'immédiat et dont on finit par perdre la trace. En 1948, ces éclats furent remis à un gardien par une personne qui les avait retrouvés sans les identifier. Lors d'une nouvelle restauration, la même année, trois d'entre eux purent être remis en place.
Enfin, une troisième restauration a été entreprise en 1987 par Nigel Williams avec tous les progrès techniques de l'époque. Ce fut l'occasion d'une étude poussée et d'un relevé photographique exhaustif des différents fragments du vase. Une exposition de portée internationale eut lieu et la BBC produisit des émissions documentaires sur le vase, son démontage et sa nouvelle reconstitution. 
On considère que le vase se trouve maintenant en état d'être exposé dans les meilleures conditions pour de très longues années. Les pièces sont liées entre elles  par une résine époxy convenablement colorée et les traces de l'accident sont peu visibles, sans pour autant être totalement effacées ou dissimulées aux regards des visiteurs.